# Arvigo
Arvigo (Lombardisch: Arvigh) is een plaats en voormalige gemeente in het Zwitserse kanton Graubünden en maakt deel uit van het district Moësa.
Arvigo telt 97 inwoners.

## Geschiedenis
Tot 1 januari 2015 was Arvigo een zelfstandige gemeente die ook het plaatsje Landarenca omvatte.